# 北卡罗来纳大学法学院

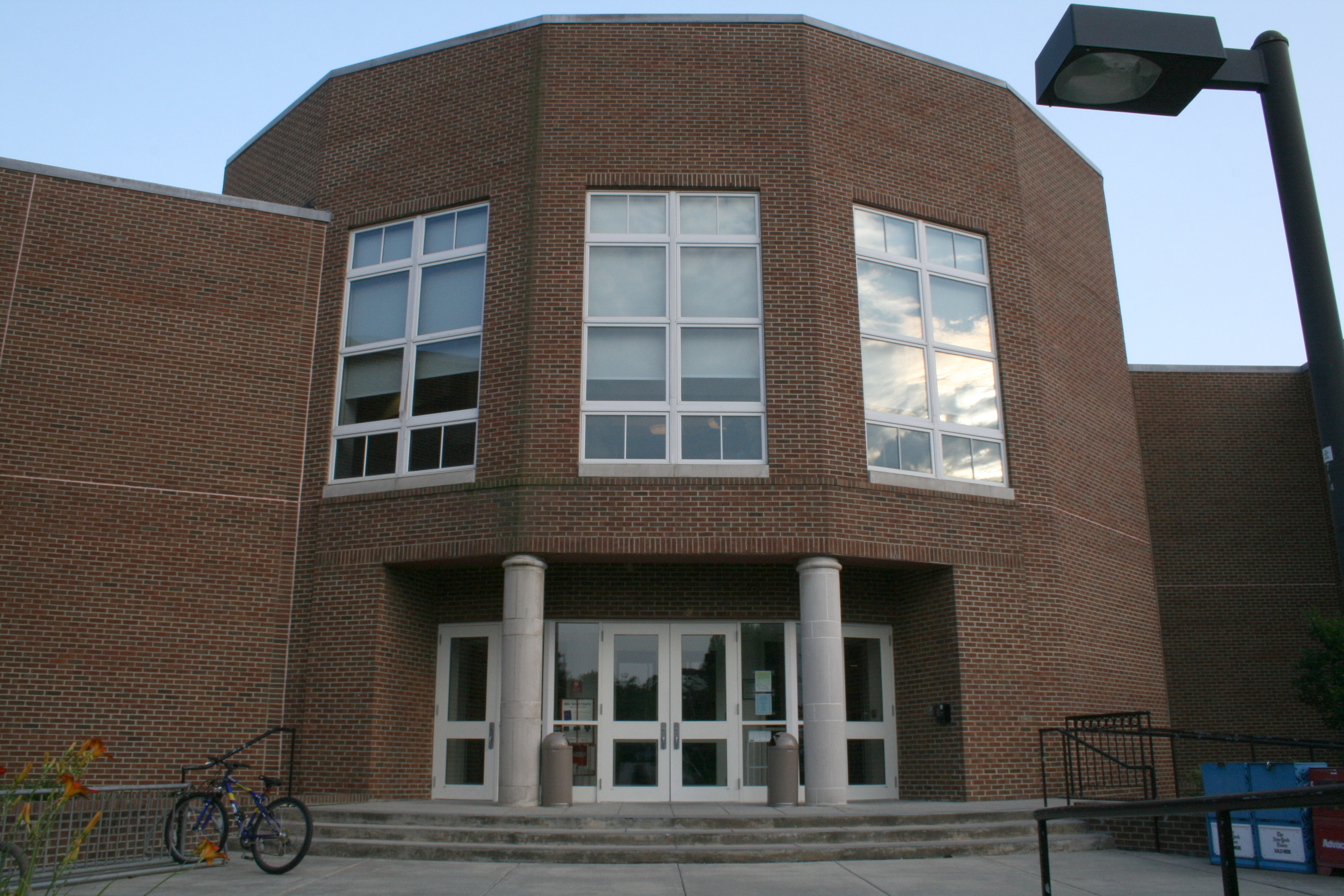
法学院大楼

北卡罗来纳大学法学院（University of North Carolina School of Law，简称 UNC School of Law）
是一所自1845年起在美国北卡罗来纳大学教堂山创设的法学院，附属于北卡罗来纳大学教堂山分校。
该学院在《美国新闻与世界报道》的法学院排名里被评为第38名。